# Gontjanka
Gontjanka (ryska: Гончанка) är ett vattendrag i Belarus.   Det ligger i voblasten Mahiljoŭs voblast, i den centrala delen av landet, 130 km öster om huvudstaden Minsk.
I omgivningarna runt Gontjanka växer i huvudsak blandskog. Runt Gontjanka är det glesbefolkat, med 12 invånare per kvadratkilometer.